# Strübbel
Strübbel est une petite commune allemande du Schleswig-Holstein, située dans l'arrondissement de Dithmarse (Kreis Dithmarschen), à onze kilomètres au nord-ouest de la ville de Heide. Strübbel est l'une des 18 communes de l'Amt Büsum-Wesselburen dont le siège est à Büsum.